# Mesó eta fons
El mesó eta fons (ηb) o eta-b és un mesó pseudoescalar de sabor nul format per un quark fons i la seva antipartícula. Fou observat per primer cop per l'experiment BaBar al laboratori SLAC el 2008. És l'estat més lleuger que conté un quark i anti-quark fons.